# 泉北Liner
泉北Liner（日语： Senbokuraina ̄ */?）是由南海電氣鐵道營運的特急列車。主要途經南海高野線和泉北線。列車類別的代表色是金色（在泉北線內的發車標是紅色）。

## 運行概況

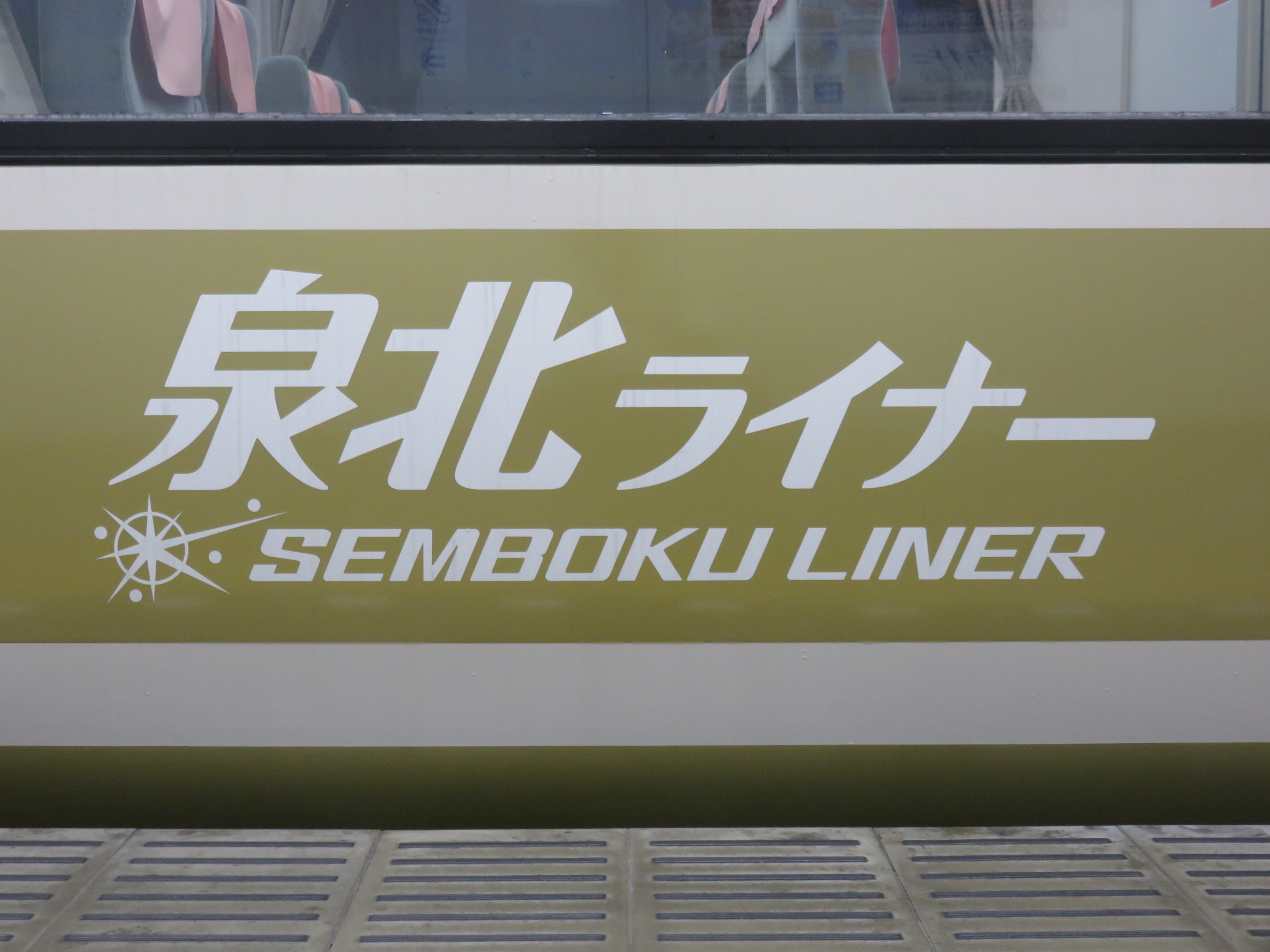
標識
（圖中是南海11000系電動列車專用塗裝（第一代））

「泉北Liner」是行走於難波站至和泉中央站之間，以4卡編成行走，全車為座位指定席。「泉北Liner」只於早上、黃昏至晚上行走。在開始運行當初，平日設有上行7班、下行6班，星期六及假日設有上下行各8班。在2017年8月26日時間表修正起，平日上下行各增加5班，星期六及假日上下行各增加4班。「泉北Liner」的英文名稱為「Ltd. Exp. SEMBOKU LINER」。
來往難波至和泉中央之間最快只需29分鐘。停車站數目方面，「泉北Liner」只是少區間急行2站（堺東站、深井站）。而所需時間方面，「泉北Liner」只是快區間急行或準急行數分鐘。在現時時間表中，「泉北Liner」會在堺東站追越準急行列車。

### 停車站
難波站 - 新今宮站 - 天下茶屋站 - 泉丘站 - 栂·美木多站 - 光明池站 - 和泉中央站
這個停車站組合的特色是只停靠大阪市內主要3座車站與新市鎮4座車站。因此「泉北Liner」會通過高野·林間的停車站堺東站。

### 特急費用
不論任何乘車區間，均一為成人520日圓，小童260日圓。
另外，當轉乘南方的座位指定車廂、Rapi:t、高野或林間時沒有轉乘優惠，需要另外計算其他區間的費用。

### 車輛·設備

#### 現用車輛
- 泉北高速鐵道12000系（日语：南海12000系電車#泉北高速鉄道12000系）（通常使用此列車）
- 11000系（日语：南海11000系電車）（通常使用此列車）
- 南海12000系（日语：南海12000系電車）（於冬季或其他車輛進行檢査時使用此列車）
- 南海50000系（日语：南海50000系電車）（在2022年11月起暫時使用此列車）[3]

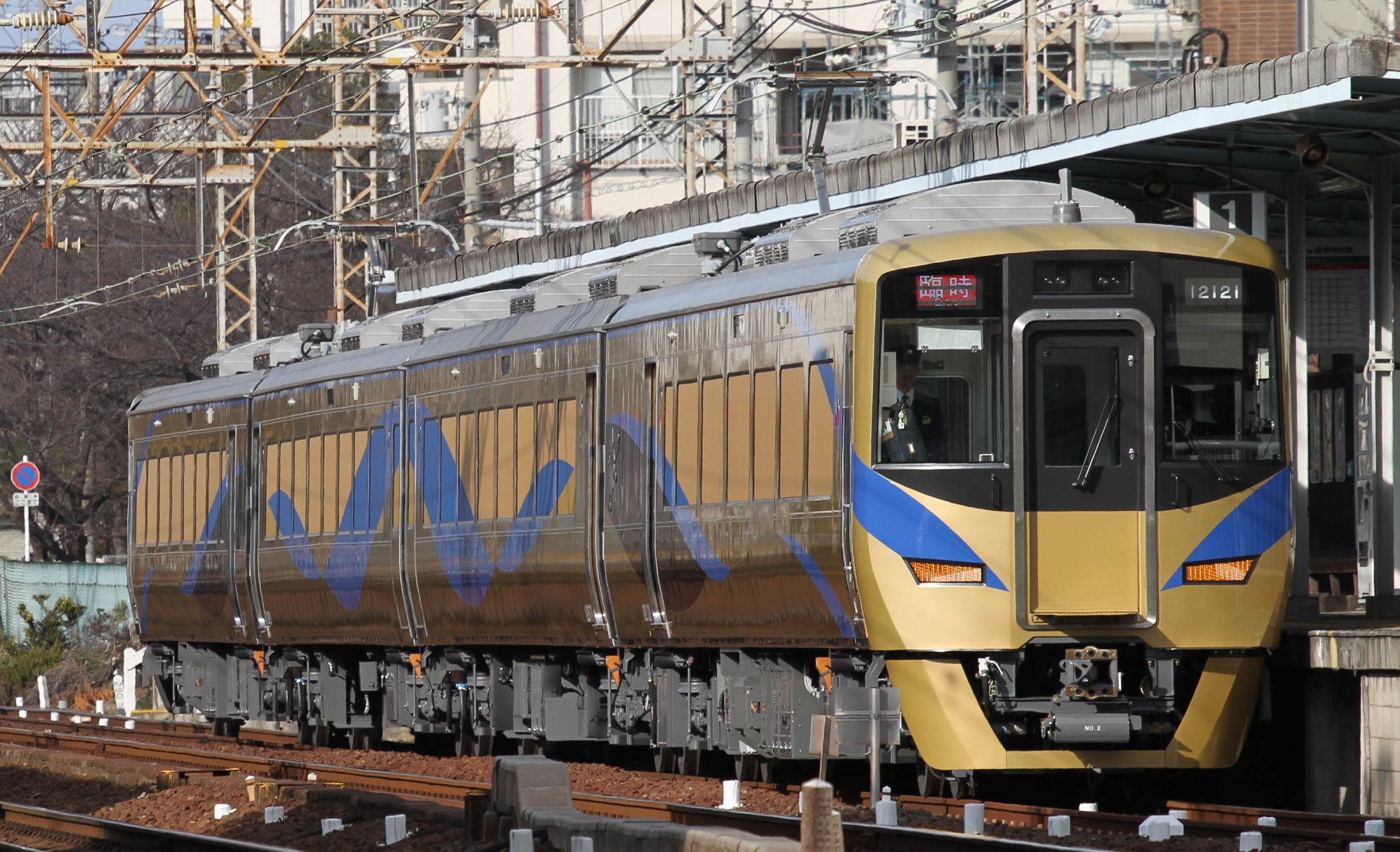
泉北高速鐵道12000系
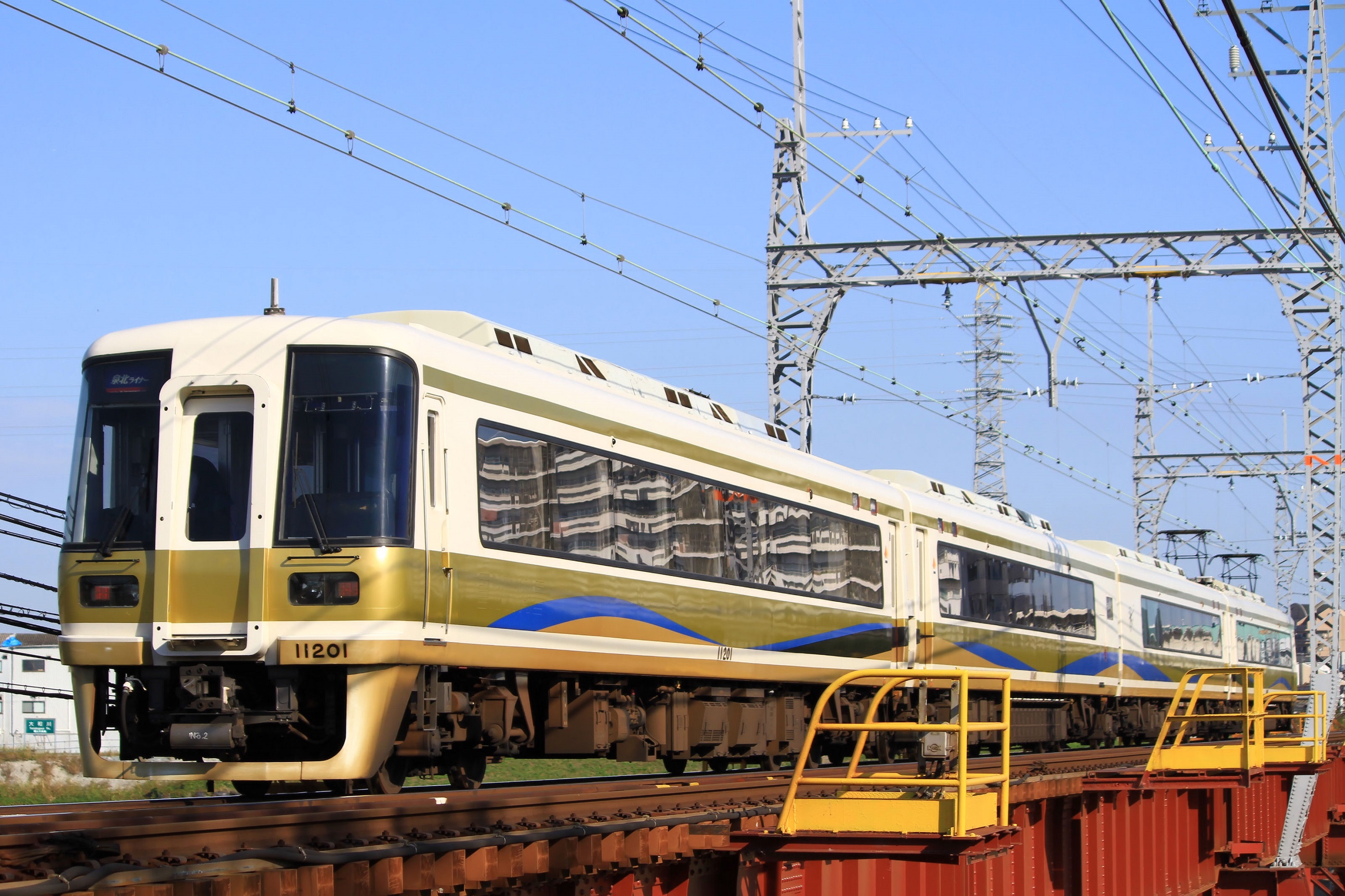
南海11000系
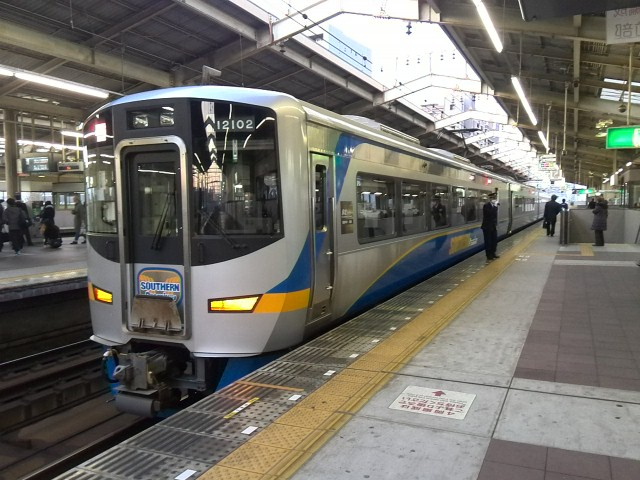
南海12000系
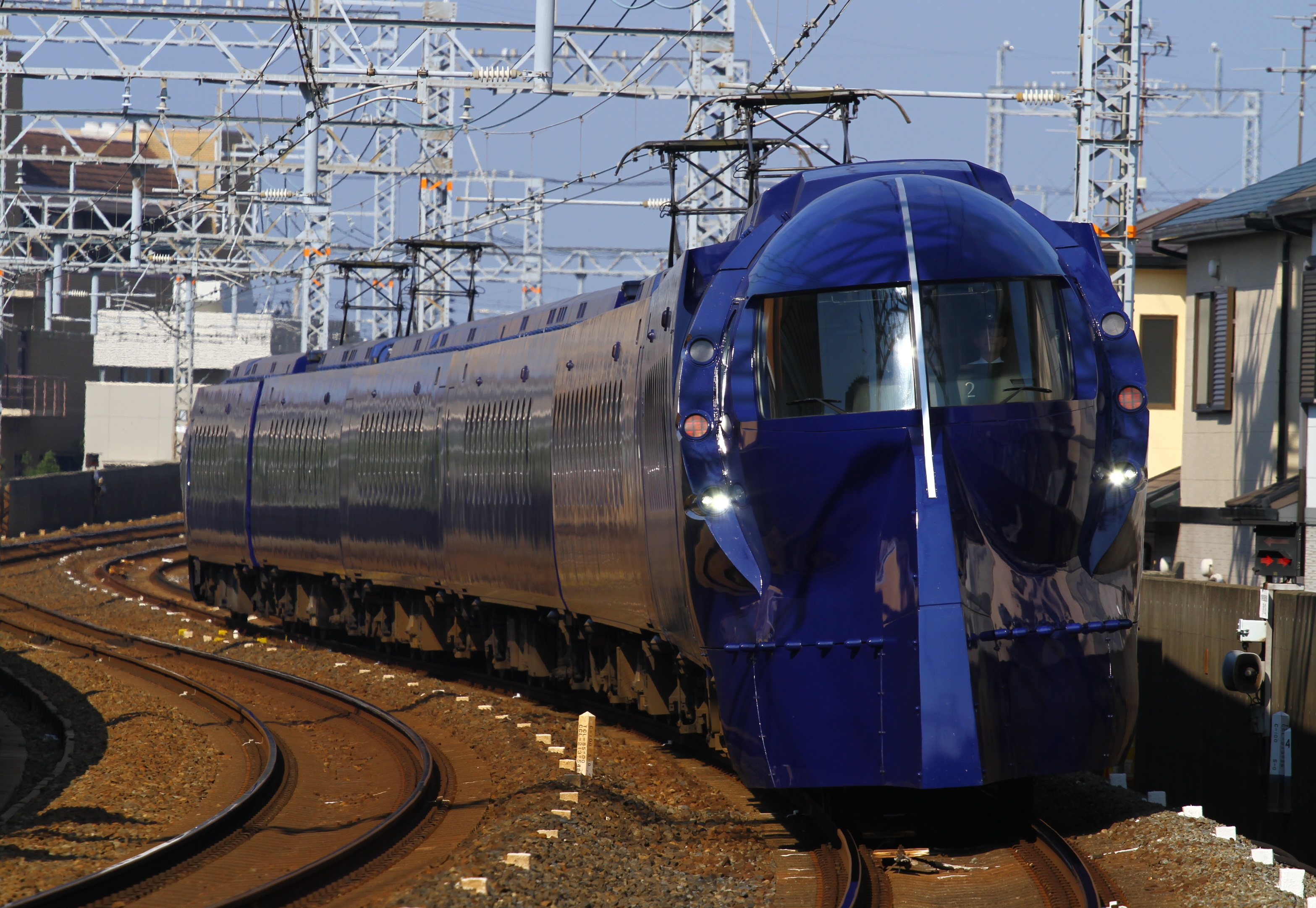
南海50000系

在開始運行當初使用11000系行走，但由於只有1抽列車，而高野線系統中沒有任何後備特急車輛，因為11000系進行檢査時，會借用1抽南海本線12000系代行「泉北Liner」。
後來隨著迎接泉北新城50周年和Trivers和泉25周年。在2017年（平成29年）1月27日，新製造的泉北高速鐵道12000系開始投入服務並開始行走「泉北Liner」，該列車的規格基本上與南海12000系相同。而實際上，泉北高速鐵道12000系與南海12000系在外觀與內裝設備都略有不同，包括泉北高速鐵道12000系車內使用液晶體顯示屏作為車內資訊裝置，以及車內照明使用LED。
在同年8月26日時間表修正起，隨著「泉北Liner」加班，使南海11000系再次行走「泉北Liner」。使「泉北Liner」共有2抽列車行走（但是與從前的安排有分別，該列車不會再行走「林間」班次）。當泉北高速鐵道12000系和南海11000系進行檢査，以及南海11000系正在代行「林間」之際，南海12000系會代行「泉北Liner」。

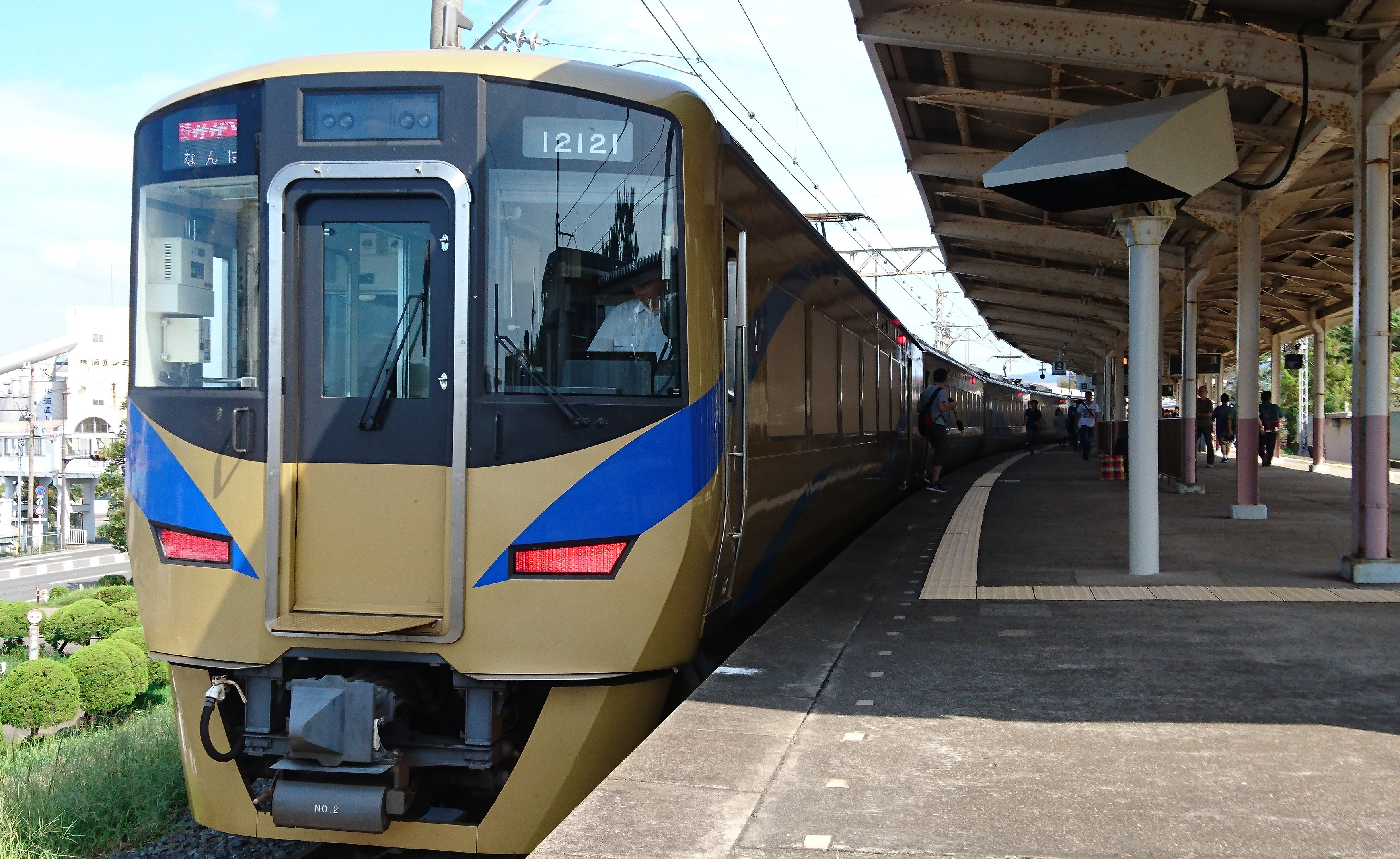
泉北高速鐵道12000系代行特急「南方」。（和歌山港站 2018年9月17日）。

在2018年8月20日至9月22日之間，兩公司進行一個企劃，把泉北高速鐵道和南海的12000系交換使用。使「南方」列車使用泉北12000系。而「泉北Liner」則使用南海12000系。這個安排使除了轉讓車輛3000系外，為泉北高速鐵道車輛首次行走南海本線，也是泉北車輛史上初次以營運列車身份駛入和歌山縣內。
在2022年5月，「林間」、「高野」的使用車輛30000系因事故而暫停行走「林間」、「高野」班次，使11000系需要臨時調回行走「林間」班次。同年11月1日起，「Rapi:t」專用車輛50000系開始代行「泉北Liner」。

## 歷史
- 2015年（平成27年）
  - 10月8日：發表將會在下一次時間表修正中開設「泉北Liner」[1]。
  - 11月14日：開始發售特急券[9]。
  - 12月5日：「泉北Liner」開始營運。
- 2017年（平成29年）
  - 1月27日：開始使用泉北高速鐵道12000系行走「泉北Liner」[5]。
  - 8月26日：實施時間表修正。早上和黃昏時段增加「泉北Liner」班次[2]。
- 2018年（平成30年）
  - 8月20日 - 9月22日：在南海的協助下，南海與泉北的12000系交換使用。使南海12000系在這期間行走「泉北Liner」班次[10]。
  - 12月1日 - 2019年（平成31年）1月11日：為了紀念開始運行3周年，行走「泉北Liner」的2抽列車車頭掛上了紀念頭牌[11]。
- 2022年（令和4年）
  - 11月1日：平日5個往返班次，星期六及假日6個往返班次改用6卡編成的50000系（日语：南海50000系電車）行走。超級座位與一般座位的特急費用為相同[12]。

## 注腳
1. 1 2 3   (PDF). 南海電気鉄道・泉北高速鉄道. 2015-10-08  [2015-11-14] （日语）.
2. 1 2   (PDF). 南海電気鉄道・泉北高速鉄道. 2017-07-26  [2017-07-30] （日语）.[]
3. ↑  http://www.semboku.jp/cat_news/13727/%5B%5D
4. ↑  南海電気鉄道. .   [2015-11-14] （日语）.
5. 1 2   (PDF). 泉北高速鉄道. 2016-10-26  [2017-01-27]. （原始内容 (PDF)存档于2016-10-26） （日语）.
6. ↑   (PDF). 泉北高速鉄道. 2016-12-16  [2017-01-24]. （原始内容 (PDF)存档于2018-01-20） （日语）.
7. ↑  泉北・南海双方の12000系を交換して運用します。 （页面存档备份，存于）（日語） - 泉北高速鐵道 2018年8月17日
8. ↑  南海「ラピート」まさかの運用変更 「泉北ライナー」に登用 高野線特急の事故から玉突き変更（日語） Trafficnews，2022年9月30日（2022年12月23日參閲）。
9. ↑  泉北高速鉄道. . 2015-10-30  [2015-11-14] （日语）.[]
10. ↑  泉北・南海双方の12000系を交換して運用します。 （页面存档备份，存于）（日語） - 泉北高速鐵道 2018年8月17日
11. ↑  特急「泉北ライナー」運転開始３周年記念マークを掲出して運行します （页面存档备份，存于）（日語） - 泉北高速鐵道 2018年11月13日
12. ↑  50000系車両（ラピート）の特急泉北ライナーとして運行及び試乗会の実施について（日語） - 泉北高速鐵道 2022年9月30日